# Hyliote des Usambara
Hyliota usambara
Genre
Statut de conservation UICN

 EN B2ab(i,ii,iii,v) : En danger
L'Hyliote des Usambara (Hyliota usambara) est une espèce d'oiseaux de la famille des Hyliotidés endémique de Tanzanie.

## Répartition
Cette espèce est endémique du nord-est de la Tanzanie.